# Luisa Islam-Ali-Zade
 (novembre 2023).
La mise en forme du texte ne suit pas les recommandations de Wikipédia : il faut le « wikifier ».
Les points d'amélioration suivants sont les cas les plus fréquents. Le détail des points à revoir est peut-être précisé sur la page de discussion.
- Les titres sont pré-formatés par le logiciel. Ils ne sont ni en capitales, ni en gras.
- Le texte ne doit pas être écrit en capitales (les noms de famille non plus), ni en gras, ni en italique, ni en « petit »…
- Le gras n'est utilisé que pour surligner le titre de l'article dans l'introduction, une seule fois.
- L'italique est rarement utilisé : mots en langue étrangère, titres d'œuvres, noms de bateaux, etc.
- Les citations ne sont pas en italique mais en corps de texte normal. Elles sont entourées par des guillemets français : « et ».
- Les listes à puces sont à éviter, des paragraphes rédigés étant largement préférés. Les tableaux sont à réserver à la présentation de données structurées (résultats, etc.).
- Les appels de note de bas de page (petits chiffres en exposant, introduits par l'outil «  Source ») sont à placer entre la fin de phrase et le point final[comme ça].
- Les liens internes (vers d'autres articles de Wikipédia) sont à choisir avec parcimonie. Créez des liens vers des articles approfondissant le sujet. Les termes génériques sans rapport avec le sujet sont à éviter, ainsi que les répétitions de liens vers un même terme.
- Les liens externes sont à placer uniquement dans une section « Liens externes », à la fin de l'article. Ces liens sont à choisir avec parcimonie suivant les règles définies. Si un lien sert de source à l'article, son insertion dans le texte est à faire par les notes de bas de page.
- La présentation des références doit suivre les conventions bibliographiques. Il est recommandé d'utiliser les modèles {{Ouvrage}}, {{Chapitre}}, {{Article}}, {{Lien web}} et/ou {{Bibliographie}}. Le mode d'édition visuel peut mettre en forme automatiquement les références.
- Insérer une infobox (cadre d'informations à droite) n'est pas obligatoire pour parachever la mise en page.

Pour une aide détaillée, merci de consulter Aide:Wikification.
Si vous pensez que ces points ont été résolus, vous pouvez retirer ce bandeau et améliorer la mise en forme d'un autre article.
Luisa Islam-Ali-Zade (en ouzbek: Luiza Islom Ali-Zade, née le 10 février 1971 à Tachkent, Ouzbékistan) est une chanteuse d'opéra ouzbèke avec une tessiture mezzo-soprano. En 2008, elle a reçu le prix «Golden Soffit» pour le «Meilleur rôle féminin dans un théâtre musical.

## Biographie
Louise est née le 10 février 1971 à Tachkent. Elle a commencé sa formation de chant au Collège républicain d'État de musique Hamza Hakimzade Niyazi à Tachkent, anciennement connue sous le nom d'École de musique Hamza. Elle a ensuite fréquenté le Conservatoire d'État NA Rimsky-Korsakov de Saint-Pétersbourg. Elle a poursuivi ses études à l' Université de musique et des arts du spectacle de Stuttgart. Ses professeurs comprenaient Konstantin Plyushnikov, Silvia Geshti, Konrad Richter, Tom Krause, Giulietta Simionato, Lamara Chkonia et Fedora Barbieri. Louise a commencé sa carrière d'opéra au théâtre "Zazerkalye" de Saint-Pétersbourg, où elle a également perfectionné ses talents d'actrice sous la direction du metteur en scène Alexander Petrov et du chef d'orchestre Pavel Bubelnikov.
Louise s'est produite dans de nombreux théâtres d'opéra européens, dont l'Opéra national de Vienne, l'Opéra national de Hambourg, l'Opéra royal du Danemark et l'Opéra allemand. Elle s'est également produite au Grand Théâtre de Genève, au Théâtre du Capitole de Toulouse, à l'Opéra royal de Wallonie et dans divers autres opéras dans divers rôles. Elle a participé à divers festivals.
En 1999, Louise crée une œuvre du compositeur français Philippe Hersant intitulée Paysage avec une ruine avec l'Orchestre national de Lyon sous la direction de Paul Tortelier, pièce qui lui est dédiée par le compositeur. À la suite de cela, elle réalise des enregistrements radiophoniques dans de nombreux pays européens.
En 2011, elle s'est produite lors d'un concert lors de l'ouverture du nouvel opéra de Batoumi. Louise a également écrit le livret et réalisé l'opéra Le Cœur d'un garçon de Permon avec une musique composée par Vladimir Genin, qui a ensuite été adapté au cinéma.

## Distinctions
- "Golden Soffit" pour "Meilleur rôle féminin dans un théâtre musical" (2008)[4],[5],[6]
- Troisième place au Concours international de musique de l'ARD[6],[7]
- Deuxième prix au Concours international de chant Hans Gabor Belvedere (1993)[8]